# Fränkische Musiktage Alzenau
Die Fränkischen Musiktage Alzenau sind das älteste Musikfestival der Rhein-Main-Region und eines der traditionsreichsten Festivals junger Künstler in Deutschland.

## Spielstätten
Historische Spielstätten, wie die Burg Alzenau, das Historische Hofgut mit seiner Weintradition und die Wallfahrtskirche Kälberau, bieten ein besonderes Ambiente für das vielfältige Musik- und Literaturprogramm von Klassik bis Jazz.

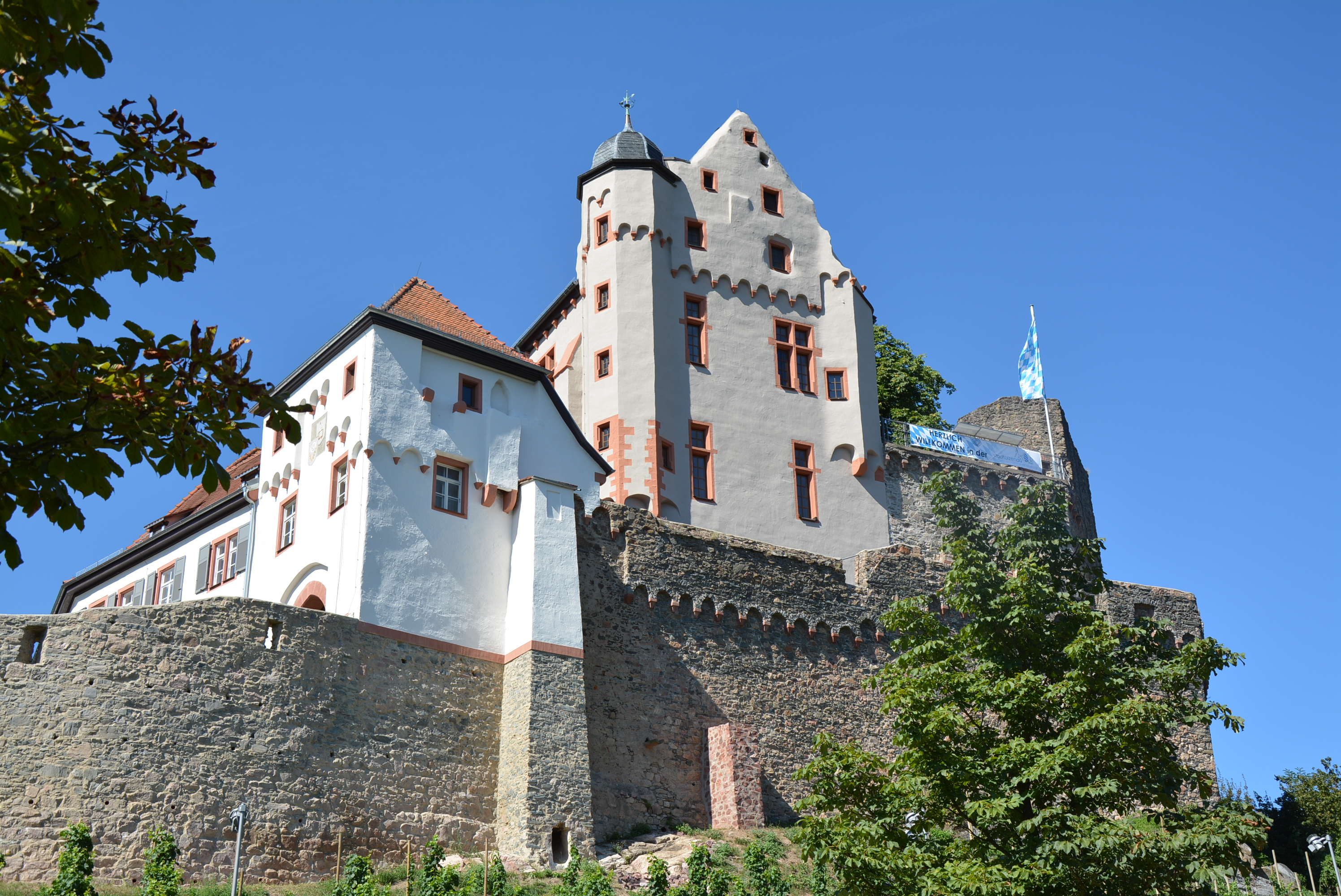
Burg Alzenau

## Künstler

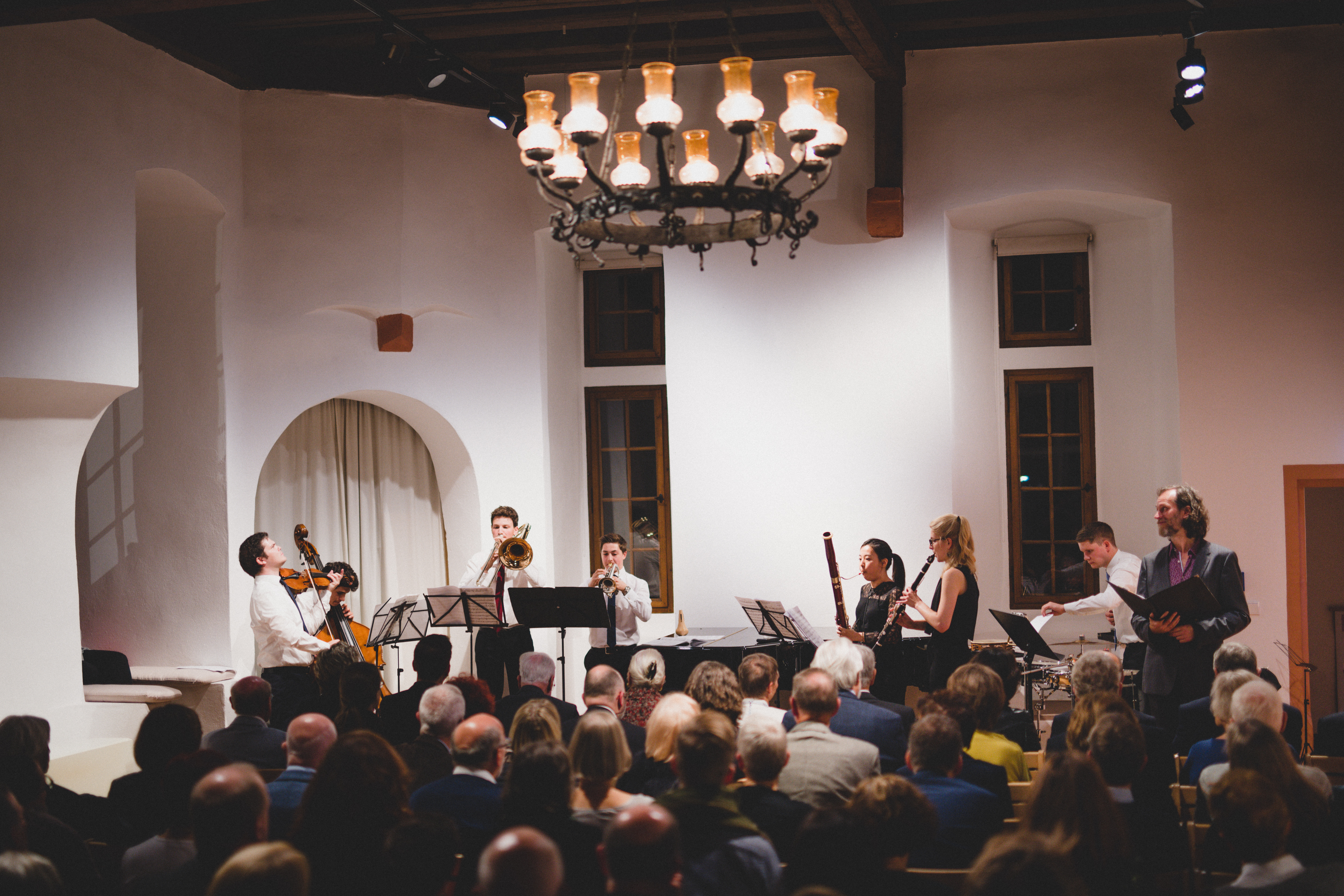
Aufführung von Strawinskys "Die Geschichte vom Soldaten" am Freitag, 19. Oktober 2018 in der Burg Alzenau

Jährlich im Herbst präsentiert das „Festival der Jungen“ in seiner Reihe Rising Stars in Rezital- und Symphoniekonzerten internationale Shootingstars aus Klassik und Jazz, insbesondere Preisträger der großen internationalen Wettbewerbe, so des Tschaikowsky- und Wieniawski-Wettbewerbs, oder des Internationalen Musikwettbewerbs der ARD.
Dauergast ist der Music Campus Frankfurt RheinMain, der jeweils unter der Ägide renommierte Solisten die junge Elite aus aller Welt zu erlesenen Kammermusik-Projekten zusammenführt.
Ein Schwerpunkt ist auch die Vokalmusik, der regelmäßig internationale Spitzenensembles wie The King’s Singers, Singer Pur, den Chor des Bayerischen Rundfunks oder Nederlands Kamerkoor zu den Fränkischen Musiktagen geführt hat.
Bekannt sind auch die musikalisch-kulinarischen Veranstaltungen und die Gastspiele von Rabauken und Trompeten der mehrfach ausgezeichneten Konzertreihe der Alten Oper Frankfurt für Familien und Kinder.

## Sponsoren und Förderer
Die Fränkischen Musiktage werden u. a. unterstützt von:
- Bezirk Unterfranken
- Landkreis Aschaffenburg
- Landratsamt Miltenberg

Hauptsponsoren sind:
- EVA GmbH
- Sparkasse Aschaffenburg-Alzenau